# Triodopsis fulciden
Triodopsis fulciden är en snäckart som beskrevs av Leslie Raymond Hubricht 1952. Triodopsis fulciden ingår i släktet Triodopsis och familjen Polygyridae. Inga underarter finns listade i Catalogue of Life.